# DaRon Holmes II
DaRon Rodrick Holmes II (Overland Park, 15 de agosto de 2002) é um jogador norte-americano de basquete profissional que atualmente joga no Denver Nuggets da National Basketball Association (NBA).
Ele jogou basquete universitário pela Universidade de Dayton e foi selecionado pelo Phoenix Suns como a 22º escolha geral no draft da NBA de 2024.

## Início da vida e carreira no ensino médio
Holmes cresceu em Goodyear, Arizona, e inicialmente estudou na Millennium High School. Ele foi nomeado o Jogador do Ano do Arizona após ter médias de 23,7 pontos, 10,6 rebotes, 3,8 bloqueios e 3,1 assistências em sua terceira temporada. Holmes foi transferido para a Montverde Academy em Montverde, Flórida, antes do início de seu último ano. Ele finalmente voltou para o Arizona durante suas férias de inverno e se transferiu uma segunda vez para a AZ Compass Prep School em Chandler, Arizona. Holmes foi classificado como um recruta de quatro estrelas e se comprometeu a jogar basquete universitário pela Universidade de Dayton, rejeitando as ofertas do Arizona, Marquette e Califórnia.

## Carreira universitária
Holmes foi titular em todos os 35 jogos de Dayton como calouro e liderou o time com média de 12,8 pontos e também teve médias de 6,1 rebotes e 2,3 bloqueios. Ele também estabeleceu um recorde da universidade com 81 bloqueios totais em uma temporada. Holmes foi nomeado o Novato do Ano, para a Segunda-Equipe e para a Equipe Defensiva da Atlantic 10 Conference.
Em sua segunda temporada, ele teve médias de 18,4 pontos, 8,1 rebotes e 1,9 bloqueios e foi nomeado para a Primeira-Equipe da Atlantic 10.
Em 24 de abril de 2023, Holmes declarou-se para o draft da NBA de 2023, mantendo sua elegibilidade universitária. Mais tarde, ele se retirou do draft no dia do prazo final e anunciou que retornaria a Dayton para sua terceira temporada.
Em 30 de maio de 2024, Holmes declarou-se para o draft da NBA de 2024.

## Carreira profissional

### Denver Nuggets (2024–Presente)
Em 26 de junho de 2024, Holmes foi selecionado pelo Phoenix Suns como a 22ª escolha geral no Draft da NBA de 2024, no entanto, imediatamente na noite do draft, ele foi negociado com o Denver Nuggets em troca dos direitos de draft de Ryan Dunn (28º escolha) e Kevin McCullar Jr. (56º escolha), uma escolha de segunda rodada de 2026 e uma escolha de segunda rodada de 2031.
Em 9 de julho, ele assinou um contrato de 4 anos e US$15.2 milhões com os Nuggets. Três dias depois, ele sofreu uma ruptura do tendão de Aquiles direito em sua estreia na Summer League, encerrando sua temporada.

## Estatísticas da carreira

### Universidade
| Ano      | Equipe   | PJ  | PT  | MPJ  | AP   | 3P   | LL   | RT  | AS  | BR | TO  | PPJ  |
| -------- | -------- | --- | --- | ---- | ---- | ---- | ---- | --- | --- | -- | --- | ---- |
| 2021–22  | Dayton   | 35  | 35  | 30.7 | .649 | .143 | .586 | 6.1 | 1.3 | .4 | 2.3 | 12.8 |
| 2022–23  | Dayton   | 34  | 34  | 34.3 | .590 | .316 | .669 | 8.1 | 1.7 | .7 | 1.9 | 18.4 |
| 2023–24  | Dayton   | 33  | 33  | 32.5 | .544 | .386 | .713 | 8.5 | 2.6 | .9 | 2.1 | 20.4 |
| Carreira | Carreira | 102 | 102 | 32.5 | .594 | .281 | .656 | 7.5 | 1.8 | .6 | 2.0 | 17.2 |

## Links externos
- Biografia do Dayton Flyers